# Jesse Robredo
Jesse Manalastas Robredo (Naga, 27 mei 1958 – 18 augustus 2012) was een Filipijns politicus. Robredo was van 1988 tot 1998 en van 2001 tot 2010 burgemeester van Naga. In 2000 won hij een Ramon Magsaysay Award voor zijn werk als burgemeester van Naga. Van 2010 tot zijn dood door een vliegtuigongeluk in 2012 was Robredo minister van Binnenlandse Zaken in het kabinet van Noynoy Aquino.

## Biografie
Jesse Robredo werd op 27 mei 1958 geboren in Naga. Zijn vader Jose, Chan Robredo sr. en moeder, Macelina Manalastas kregen naast Jesse nog een zoon en drie dochters. Robredo's grootvader van zijn vaders zijde was een Chinese immigrant genaamd Lim Pay Co die rond het begin van de 20e eeuw in de Filipijnen arriveerde. Daar nam hij, na zijn bekering tot het christendom, de naam Juan Lim Robredo aan.
Jesse genoot zijn lagereschool-opleiding aan de Naga Parochial School, een katholieke privéschool. Na de lagere school ging hij naar de Ateneo de Naga, een door de Jezuïeten geleide middelbare school. Aansluitend studeerde hij Industrial Management Engineering en Mechinal Engineering aan de De La Salle University. In 1985 voltooide hij een Masters-opleiding Bedrijfskunde aan de University of the Philippines.
In 1986 trad hij in Naga in dienst bij de Filipijnse overheid als programmadirecteur van het Bicol River Basin Development Program. Dit programma diende te zorgen voor een integrale aanpak van de rivierbassins in de drie betreffende provincies van Bicol. Bij de verkiezingen van 1988 werd Robredo gekozen als burgemeester van Naga. Hij werd daarmee dat moment, met 29 jaar, de jongste burgemeester van een Filipijnse stad.
In 2010 werd Robredo door Noynoy Aquino benoemd tot minister van binnenlands Zaken. In deze functie had hij de leiding over de nationale politiemacht van de Filipijnen. Hij initieerde onderzoeken naar de mogelijke corruptiepraktijken bij de bouw van politiebureaus en de aankoop van helikopters en reddingsboten. Ook was hij betrokken bij de ontmanteling van privélegertjes van invloedrijke lokale politici in de aanloop naar de Filipijnse verkiezingen van 2013.
Op 18 augustus 2012 stortte de Piper Seneca waarin Robredo zat in zee bij Masbate. Na een grootschalige reddingsactie werd zijn lichaam drie dagen na het ongeluk op een diepte van 60 meter gevonden door duikers. Robredo was getrouwd met Leni Robredo en had samen met haar drie dochters. Zijn vrouw ging na zijn dood, in navolging van haar echtgenoot, ook de Filipijnse politiek in. Ze werd in 2013 gekozen in het Filipijns Huis van Afgevaardigden en bij de verkiezingen van 2016 volgde een verkiezing tot vicepresident van de Filipijnen.